# Phantom Below
Phantom Below (OT: Tides of War) ist ein US-amerikanisches Actiondrama von Brian Trenchard-Smith aus dem Jahr 2005.

## Handlung
Ein US-amerikanisches U-Boot wird in der Japanischen See Opfer eines Angriffs. Dabei werden zwei Besatzungsmitglieder getötet und das Boot schwer beschädigt. Der Kommandant, Commander Frank Habley ist sich sicher, kurz zuvor ein nicht identifiziertes, aufgetauchtes U-Boot gesehen zu haben, allerdings war nichts auf dem Sonar zu erkennen. Die Navy-Führung schenkt den Schilderungen keinen Glauben. Habley aber hält weiter an seiner Auffassung fest, wofür er seines Kommandos enthoben wird.
Allerdings wird er kurze Zeit darauf für eine Geheim-Mission unter Teilnahme des Nachrichtendienstes der Navy wieder zum Dienst bestellt. Mit Hilfe eines neuen Erkennungsverfahrens entdeckt die Crew seltsame Bewegungen unter Wasser. Der Commander vermutet dort ein speziell getarntes, feindliches U-Boot und greift es mit Torpedos an, unter Missachtung des ursprünglichen Befehls. Die Operation ist erfolgreich und das feindliche U-Boot zerstört.
Nach Abschluss des Einsatzes wird Commander Habley öffentlich für seine besonderen Verdienste bei der letzten Mission geehrt und ist damit vollständig rehabilitiert. Er geht nach 21 Dienstjahren in den Ruhestand.

## Kritiken
„Standardisiertes (Fernseh-)Unterwasserabenteuer mit vagen politischen Andeutungen, das das angestrebte High-Tech-Szenario nur unzureichend vortäuscht und auf übliche Klischees zurückgreift.“

„Unterseeische Klischeeparade mit lauer Action und verseegurkter Synchro. Eine gepflegte Partie Schiffeversenken ist fesselnder.“

## Hintergrund
Der Film wurde in Honolulu, USA gedreht.